# Illes Ons

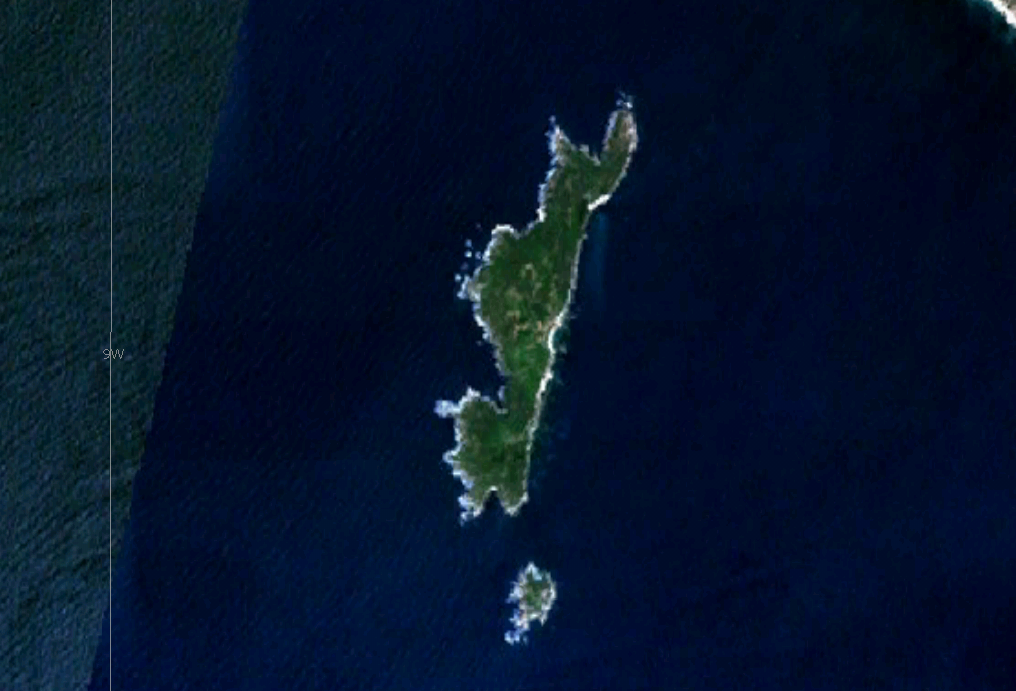
Les illes Ons vistes des de l'espai.

Les illes Ons són un arxipèlag situat a la sortida de la ria de Pontevedra. A ella pertanyen les illes d'Onza, illa granítica petita de difícil accés, i Ons. L'arxipèlag pertany al municipi de Bueu i al Parc nacional de les Illes Atlàntiques. En elles hi ha platges, cales i penya-segats.

## Galeria d'imatges

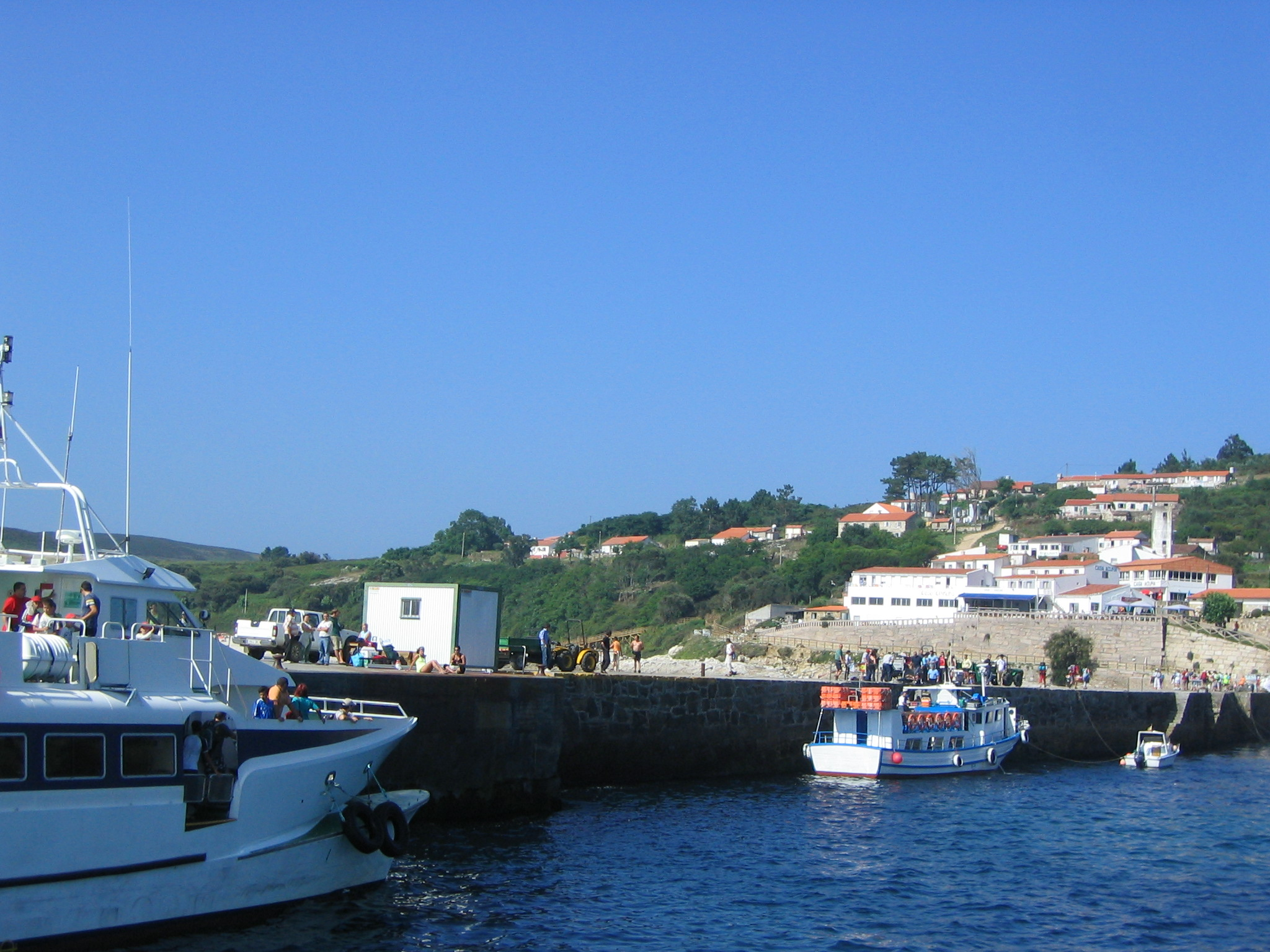
Peirao do Curro
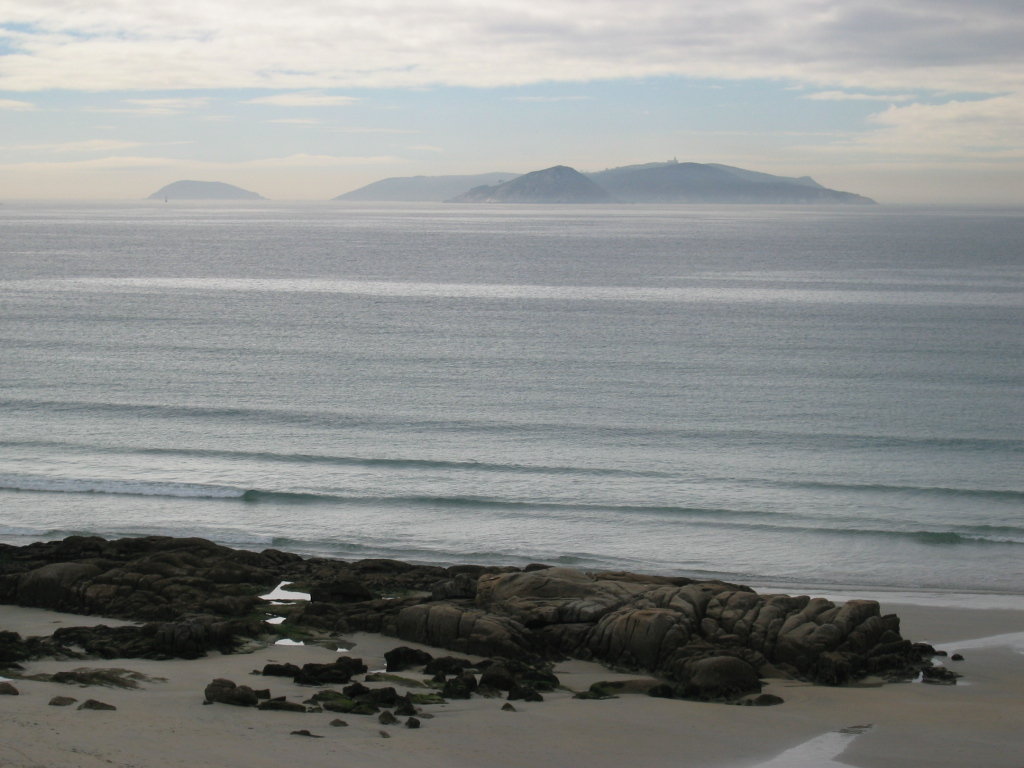
Illes Ons des d'A Lanzada
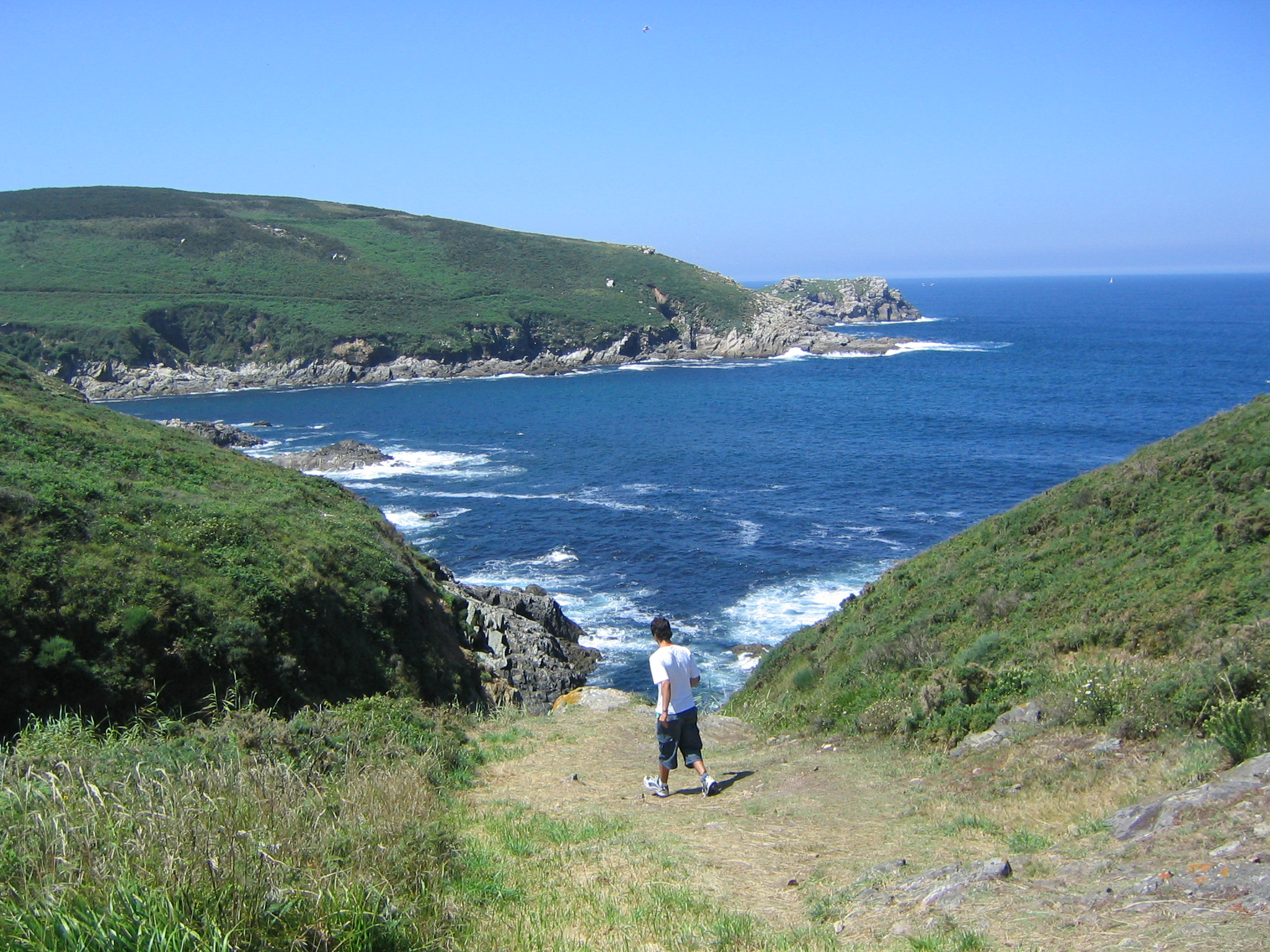
Enseada de Caniveliñas
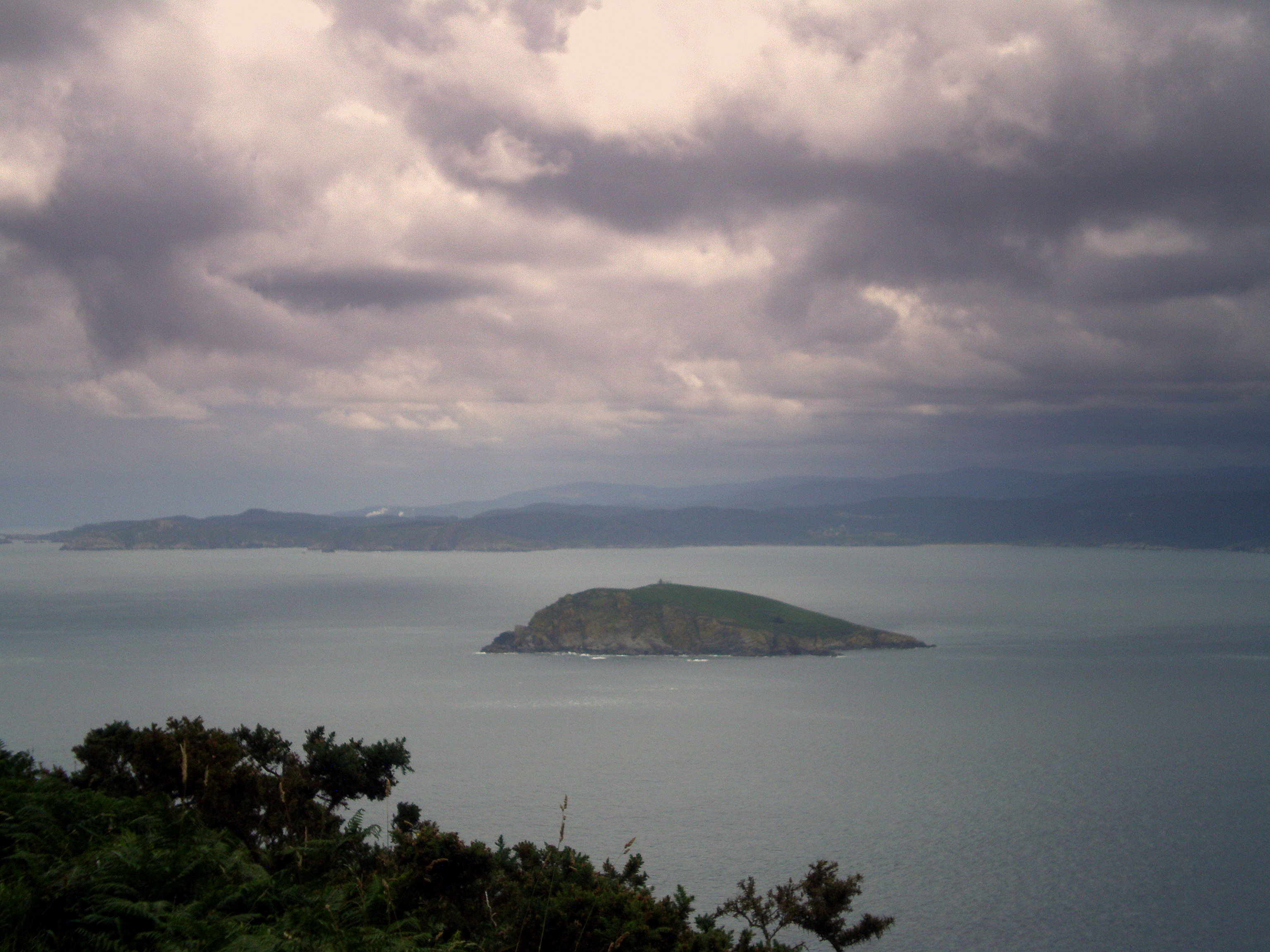
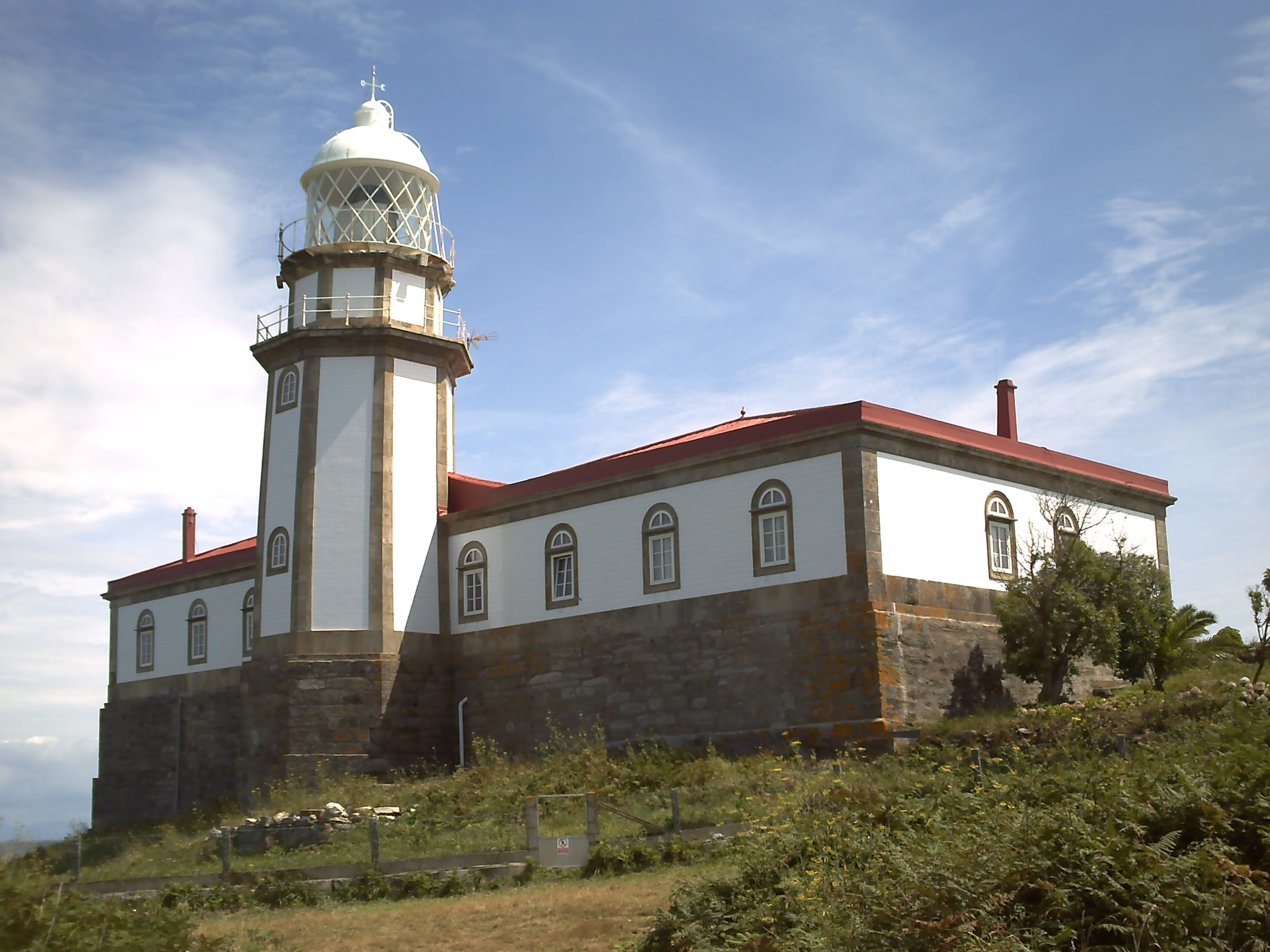
Far situado a l'illa d'Ons